# 2022 EB5
2022 EB5 war der fünfte Asteroid, der vor dem Eintritt in die Erdatmosphäre entdeckt werden konnte.
Krisztián Sárneczky entdeckte 2022 EB5 am 11. März 2022 um 19:24 Uhr (UT) am Piszkéstető-Observatorium. Der Asteroid befand sich zum Zeitpunkt seiner Entdeckung in der Grenzregion der Sternbilder Großer Bär und Kleiner Löwe und besaß eine scheinbare Helligkeit von 17,6 mag. Da sich der Himmelskörpers bei Aufnahmen nach 30 Minuten deutlich schneller bewegte, konnte auf eine Bewegung in Richtung der Erde geschlossen werden. Eine Warnsoftware der NASA berechnete aufgrund der Bahn am Himmel einen Einschlagsort nördlich der Insel Island.
Am selben Tag um 21:23 Uhr (UT) trat der Asteroid südwestlich der Insel Jan Mayen in die Erdatmosphäre ein. Der mit 17,2 km/s eintretende Körper setzte bei seiner Explosion in der Atmosphäre eine Energie von etwa 4 Kilotonnen TNT frei. In Grönland und Norwegen konnten Infraschallsignale registriert werden. Weiterhin nahmen einige Beobachter in Nordisland einen hellen Blitz am Horizont wahr.